# قطعة 13 (مسلسل)
قطعة 13، مسلسل كرتوني كويتي، باللهجة الكويتية، مقتبس من المسلسل الكرتوني الأمريكي ساوث بارك (بالإنجليزية: South Park)‏، وهو من إخراج نواف سالم الشمري وبطولة كل من صالح الباوي ومنى شداد وداوود حسين ويوسف العماني وعبير الجندي، وقد عُرض على تلفزيون الكويت في سنة 2000 واستمر لثلاثة مواسم سنوية، ويعد أول مسلسل كرتوني في منطقة الخليج العربي.
تدور أحداثه حول مجموعة من الطلبة وهم: سلوم، عبود وأخته فروحة، حمود، عزوز والذين تربطهم علاقة فكاهية مليئة بالمواقف المضحكة في المدرسة مع الأستاذ صالح وأبلة عطيات. يتناول المسلسل العديد من القضايا التي تخص المجتمع الكويتي بطريقة سلسة ومضحكة.
الشخصيات الرئيسية مقتبسة من ساوث بارك من حيث المظهر والتصميم، ولكن المحور والقضايا تختلف تمامًا، إذ إنها لا تحتوي على مشاهد عنف أو ما إلى ذلك، إضافة لكونها تحكي قضايا كويتية وخليجية وعربية تناسب جميع الأعمار. كذلك يختلف المسلسل عن النسخة الأمريكية بوجود شخصيات جديدة مثل الأستاذة عطيات، كذلك باعتماده الأزياء والعادات الخليجية.

## الشخصيات
| الشخصية      | مؤدي الصوت       |
| بيت الطقاقة  | بيت الطقاقة      |
| ------------ | ---------------- |
| أم عبود      | منى شداد         |
| بو عبود      | يوسف العماني     |
| عبود         | نواف سالم الشمري |
| فروحة        | فروحة            |
| بيت الدكتورة |                  |
| أم حمود      | عبير الجندي      |
| بو حمود      | مزيد المزيدي     |
| حمود         | محمد مصيب نجم    |
| بيت الحنانة  |                  |
| أم عزوز      | منى شداد         |
| بو عزوز      | مزيد المزيدي     |
| عزوز         | محمد مصيب نجم    |
| بيت الفقر    |                  |
| أم سلوم      | عبير الجندي      |
| بو سلوم      | أحمد الموسى      |
| سلوم         | نواف سالم الشمري |
| بالإشتراك مع |                  |
| أبلة عطيات   | نزار القندي      |
| الأستاذ صالح | صالح الباوي      |
| الأستاذ عطية | داوود حسين       |
| جمول         | جمال الشطي       |
| هلول         | بوهلال           |
| جمعة         | علي العلوي       |
| هاني         | هاني سليمان      |
| المذيع       | فيصل الرشيد      |
| شطحة         | هاني سليمان      |
| ميري         | هيا الشعيبي      |
| شربات        | سناء سعيد        |

## ضيوف الحلقة
- نوال الكويتية
- حمود ناصر
- أحمد الشرقاوي
- فرقة ميامي
- منيرة عاشور
- بشار سلطان
- سعد الفرج
- محمد علي
- عبد الله الرويشد
- مشعل العروج
- يوسف العماني
- خالد الملا
- عبد الله وبران

## الملاحظات
1. ↑  غير معتمد